# Darja Kustawa
Darja Kustawa (biał. Дар'я Кустава, ros. Дарья Кустова, Darja Kustowa, ur. 29 maja 1986) – białoruska tenisistka, zwyciężczyni jednego turnieju WTA w grze podwójnej.
Jej debiut w juniorskim cyklu rozgrywek przypadł na rok 1999. Dwa lata później Darja wygrała pierwszy turniej ITF w uzbeckim Namangan. Kolejne jej występy singlowe nie dostarczyły jednak większych sukcesów. Białorusinka dużo lepiej spisywała się w turniejach deblowych. Pierwszy z nich wygrała w 2000 roku we wspomnianej uzbeckiej miejscowości; rok później była tam w finale. Wygrała także grę podwójną w Taszkencie, Miami oraz na prestiżowym Orange Bowl.
W kobiecych turniejach ITF zgromadziła jak dotąd dwadzieścia dziewięć tytułów deblowych i siedem singlowych. Nadal występuje w tym cyklu rozgrywkowym.
W lipcu 2007 zdobyła pierwszy tytuł zawodowych rozgrywek WTA, podczas turnieju Internazionali Femminili di Palermo w Palermo, grając w parze z Marią Korytcewą.

## Wygrane turnieje WTA

### Gra podwójna
|    | Data       | Turniej                            | Kat.         | USD     | Naw.   | Partnerka       | Finalistki               | Wynik    |
| 1. | 16/07/2007 | Palermo, Internazionali di Palermo | Kategoria IV | 145 000 | ziemna | Maria Korytcewa | Alice Canepa Karin Knapp | 6:4, 6:1 |

## Wygrane turnieje rangi ITF
| turnieje z pulą nagród 100 000 $ |
| turnieje z pulą nagród 75 000 $  |
| turnieje z pulą nagród 50 000 $  |
| turnieje z pulą nagród 25 000 $  |
| turnieje z pulą nagród 10 000 $  |

### Gra pojedyncza
|    | Data       | Turniej       | ($)    | Naw.     | Finalistka        | Wynik            |
| 1. | 18/03/2007 | Rzym          | 10 000 | ziemna   | Anne Schäfer      | 6:1, 6:4         |
| 2. | 15/04/2007 | Civitavecchia | 25 000 | ziemna   | Karin Knapp       | 3:6, 6:4, 6:4    |
| 3. | 05/05/2007 | Katania       | 25 000 | ziemna   | Raluca Olaru      | 6:3, 2:6, 6:3    |
| 4. | 10/06/2007 | Grado         | 25 000 | ziemna   | Angelika Rösch    | 6:2, 3:6, 6:2    |
| 5. | 08/03/2009 | Mińsk         | 25 000 | dywanowa | Katie O’Brien     | 6:7(3), 6:1, 6:4 |
| 6. | 21/03/2009 | Rzym          | 10 000 | ziemna   | Anna Korzeniak    | 6:2, 6:2         |
| 7. | 09/05/2009 | Florencja     | 25 000 | ziemna   | Federica Di Sarra | 6:2, 6:1         |